# Passo de Caracórum
O passo de Caracórum (em hindi: क़राक़रम दर्रा; chinês tradicional: 喀喇崑崙山口, chinês simplificado: 喀喇昆仑山口, pinyin: Kālǎkūnlún Shānkǒu) é um passo de montanha na cordilheira do Caracórum e na fronteira entre a China e a Índia, no norte desta última (Ladaque). O lado chinês faz parte da região autónoma Uigur de Sinquião. Situado a 5 562 metros de altitude, é o passo obrigatório mais alto na antiga rota de caravanas entre Lé, a capital do Ladaque, e Iarcanda, na bacia do Tarim. Caracórum é um termo turcomano que significa literalmente "cascalho negro".
O passo de Caracórum situa-se numa selada entre duas montanhas e tem aproximadamente 45 metros de largura. Não tem vegetação e geralmente não tem gelo nem neve devido ao vento. As temperaturas são muito baixas, os ventos são usualmente muito forte e as tempestades são frequentes. Tudo isso aliado à grande altitude era a causas de muitas mortes. Não obstante, o passo era considerado relativamente fácil devido aos seus acessos não serem muito íngremes em qualquer dos lados e à inexistência de neve e gelo durante grande parte do ano, o que permitia que o passo fosse cruzado durante quase todo o ano. Não há estrada transitável por veículos motorizados para o passo, o qual se encontra encerrado a qualquer tipo de tráfego.
A grande altitude e a falta de pastagens causava numerosas mortes aos animais de carga, o que fazia com que a estrada fosse conhecida pela grande quantidade de ossos ao longo do seu percurso. Nos acessos ao passo praticamente não há vegetação. A viagem a sul do passo envolvia três dias de marcha ao longo das áridas planícies de Depsang, a cerca de 5 400 metros de altitude, o maior planalto do mundo a à sua altitude. A norte o terreno é ligeiramente menos árido e a viagem envolvia a passagem pelo relativamente fácil e mais baixo passo de Suget Dawan antes de chegar às pastagens luxuriantes de Xaidulla, na parte superior do vale do rio Karakash.

## Aspetos geopolíticos
O passo de Caracórum situa-se no único pequeno trecho de fronteira entre a China e a Índia no norte do Ladaque que é reconhecido como fronteira pela Índia. A região do Aksai Chin, cuja extremidade noroeste se situa a pouca distância a leste do passo foi ocupado pela China em 1962 e continua a ser reclamado pela Índia. Ver também: Linha de Controlo Real.[carece de fontes?]
A pouca distância do passo, para oeste, fica o glaciar de Siachen, disputado entre a Índia e o Paquistão, onde continuam a ocorrer ocasionalmente os combates militares travados a maior altitude do mundo. O Acordo de Simla, assinado em 1972 entre a Índia e o Paquistão, deixou em aberto os 100 km mais orientais da linha de cessar-fogo — a chamada Linha de Controlo (LOC) só ficou definida até ao glaciar de Siachen sem o incluir e não vai até à fronteira com a China.[carece de fontes?]
No tratado de fronteiras de 1963 assinado entre a China e o Paquistão, no qual este último entregou à China o vale de Shaksgam (também reclamado pela Índia por fazer parte da Caxemira do Império Britânico) refere uma tríplice fronteira entre aqueles dois países e a Índia no passo de Caracórum, mas a Índia não participou desse tratado nem de qualquer outro acordo para estabelecer uma tríplice fronteira. As fronteiras de facto dos três países encontram-se cerca de 100 km a ocidente do passo de Caracórum, na cordilheira de Siachen Muztagh, dois quilómetros a oeste do passo Indira Col (5 764 m), onde a Actual Ground Position Line (a linha de cessar-fogo entre as tropas paquistanesas e indianas que dá seguimento à LOC) chega a fronteira chinesa.[carece de fontes?]